# Хардинксвелд-Гиссендам
Хардинксвелд-Гиссендам (нидерл. Hardinxveld-Giessendam) — община в провинции Южная Голландия (Нидерланды).

## История
В Средние века на небольшой речке Гиссен была построена плотина — так появилось название «Гиссендам» («Гиссенская плотина»). По этой плотине долгое время проходила граница между Гиссендамом и Хардинксвелдом (старейшее поселение в польдере Аблассервард).
В 1957 году община Гиссендам была разделена на две части. Восточная часть вошла в состав общины Гиссенбюрг (сегодня — часть общины Гиссенланден), а западная была объединена с общиной Хардинксвелд в общину Хардинксвелд-Гиссендам.

## Известные уроженцы
- Эрик де Брёйн (р.1963) — нидерландский легкоатлет, призёр чемпионатов мира в метании диска
- Йоб де Рёйтер (р.1930) — министр юстиции (1977—1982) и министр обороны (1982—1986) Нидерландов